# Anke De Mondt
Anke De Mondt, née le 13 septembre 1979 à Anvers, est une joueuse de basket-ball belge.

## Biographie
En 2008-2009, ses bonnes performances lui valent d'être élues dans le cinq devant représentant la sélection européenne lors du All star Game de l'Euroligue.
En avril 2013, elle annonce son retrait de l'équipe nationale belge.

## Club
- 1999-2001 :  BBC Boom
- 2001-2003 :  Villeneuve-d'Ascq
- 2003-2004 :  Las Palmas
- 2004-2005 :  Extrugasa Vilagarcia
- 2005-2007 :  Arranz-Jopisa Burgos
- 2007-2011 :  CB Halcón Viajes
- 2011-2013 :  Wisła Cracovie
- 2013-2014 :  Kayseri Kaski

## Palmarès
- Vainqueur de l'Euroligue 2011

Championnat d'Europe
- 6e du Championnat d'Europe 2003,  Grèce
- 7e du Championnat d'Europe 2007,  Italie